# Поворино
Пово́рино — місто (з 1954) в Росії, адміністративний центр Поворинського району Воронезької області та міського поселення Поворино.
Населення — 17 095 чол. (2017).

## Географія
Місто розташоване за 6 км від кордону з Волгоградською областю, за 236 км від Воронежа. Лежить у південно-східній частині Оксько-Донської рівнини, на лівому березі річки Хопер (притока Дону), на південний схід від Воронежа. Вузол залізничних ліній (на Іловлю, Лиски, Грязі, Балашов) і автомобільних доріг.

## Історія
Виникло як селище при станції Поворино (відкрита в 1870 році); назва по сусідньому селу Поворино (воно ж Різдвяне). Ойконім імовірно від російського діалектного повора «огорожа, прясельна городьба». Можливо, ім'я прізвиськового походження Поворок дає змогу реконструювати антропонім Повор, від якого можна припустити утворення топоніма Поворино.
У 1917 році, незадовго до так званого Корніловського заколоту, станція Поворино була зайнята козацькими частинами, вірними Корнілову, що послужило приводом для конфлікту між Корніловим і Тимчасовим урядом. Згодом, під час громадянської війни, Поворино як стратегічно важливий пункт (вузол доріг) переходило з рук у руки.
З 1938 року Поворино має статус робітничого селища. Місто — з 1954 року.

## Економіка
Невеликі приватні підприємства харчової промисловості, приватна шкарпетково-панчішна фабрика і залишки величезного державного підприємства залізничного транспорту, приватні й мережеві магазини.

## Відомі особистості
Володимир Ретунський, відомий як «Поворинський маніяк», серійний вбивця, який убив 8 жінок між 1990 і 1996 роками. Ретунського також підозрювали у вчиненні чотирьох додаткових вбивств, але це не було доведено. Нині проживає у Поворино у власному будинку.
1. ↑  КУЗНЕЦОВ, Олег (31 серпня 2021). «Серийный убийца попался из-за жалости… к собаке». vrn.kp.ru (рос.). Процитовано 8 січня 2022.